# Trypauchen
Trypauchen là một chi cá bống thuộc họ Oxudercidae. Chi này được lập bởi Achille Valenciennes vào năm 1837.

## Từ nguyên
Tên chi được ghép bởi hai âm tiết trong tiếng Hy Lạp cổ đại: trýpa (τρύπα; “lỗ, hố”) và aukhḗn (αὐχήν; “cổ”), hàm ý đề cập đến lỗ bầu dục (thực tế là một cấu trúc như túi) ở rìa trên nắp mang của T. vagina, nhưng không rõ chức năng của nó.

## Phân loại
Theo Fishes of the World của Joseph S. Nelson (2016, tái bản lần 5), Trypauchen nằm trong họ Oxudercidae. Tuy nhiên, một số tài liệu sau đó, như Parenti (2021), vẫn còn ghi nhận Trypauchen trong họ Cá bống trắng (Gobiidae).

## Các loài
Chi này hiện có 2 loài sau được ghi nhận:
- Trypauchen pelaeos Murdy, 2006[4]
- Trypauchen vagina (Bloch & Schneider, 1801)

## Phân bố
Cả hai loài kể trên đều có phân bố trải dài khắp Ấn Độ Dương - Thái Bình Dương. Riêng T. vagina đã xâm lấn đến bờ biển phía nam và đông-đông bắc Địa Trung Hải, và mở rộng đến tận cả bờ biển Đại Tây Dương thuộc Brasil.

## Hình thái chung
Số lượng trung bình của tia vây lưng và vây hậu môn ở T. vagina nhiều hơn T. pelaeos. Về chiều dài của đầu, thì dài đầu của T. vagina ≤ 18% so với chiều dài chuẩn cả cơ thể, còn ở T. pelaeos thì tỉ lệ này lớn hơn 18%. Cả hai đều có mắt thô sơ, có mảnh da che phủ hốc mắt.

## Sinh thái
Cả hai loài đều sống gần hang đào trên đáy bùn ở những vùng nước lợ và nước mặn. Chúng ăn các loài giáp xác nhỏ ở gần hang của mình.

## Thương mại
T. vagina là một loài cá thương mại tiềm năng ở khu vực Đồng bằng sông Cửu Long.